# Nur Jahan

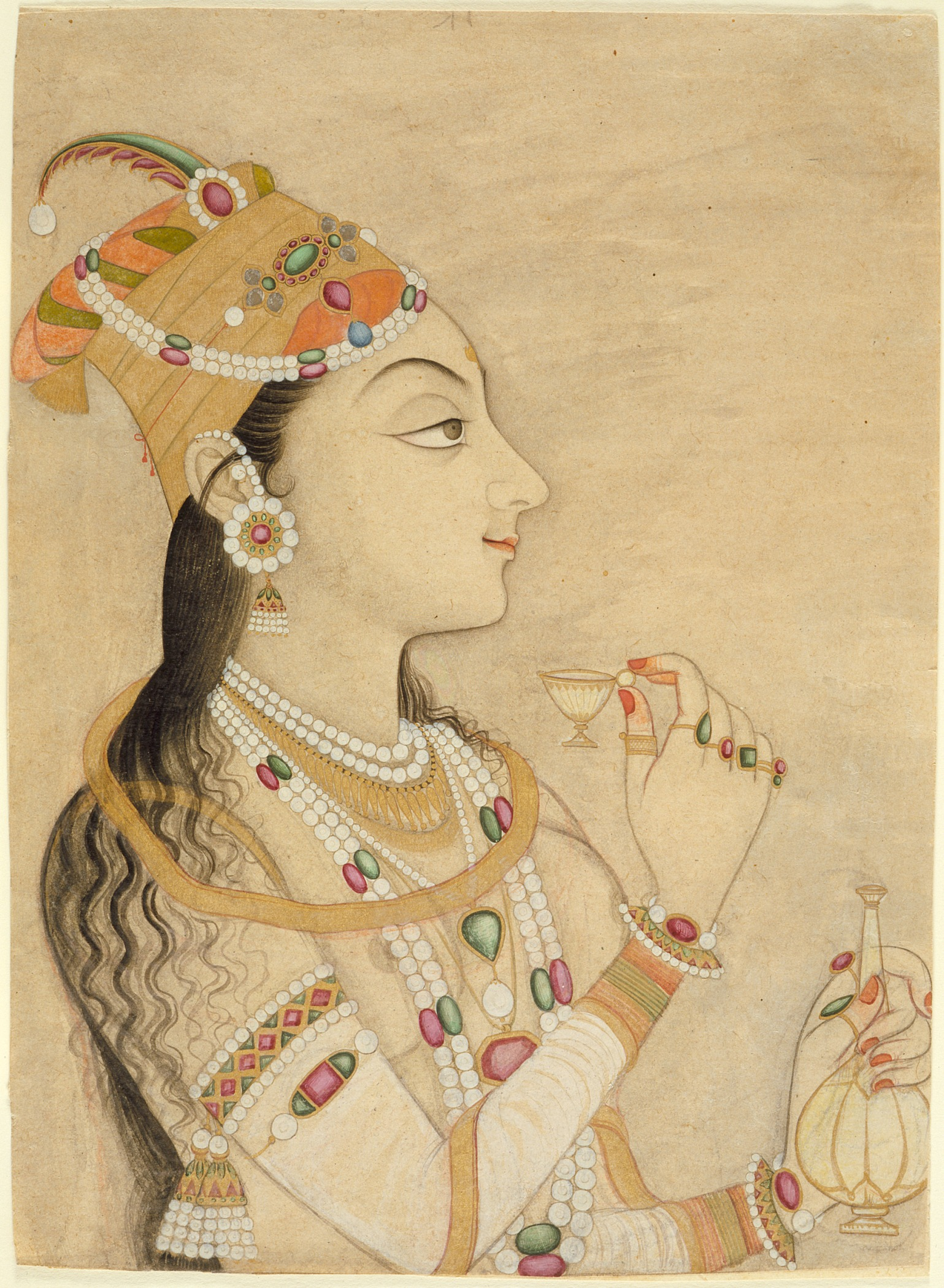
Nur Jahan (persisch-indische Miniatur)

Mehr-un-Nisa („Sonne unter den Frauen“; geboren 1577 in Kandahar; gestorben 18. Dezember 1645 in Lahore) wurde bekannt als 20. (und letzte) Gemahlin des 4. Großmoguls Jahangir, auf den sie großen Einfluss ausübte. Er verlieh ihr den Ehrentitel Nur Jahan („Licht der Welt“). Unter der Anleitung ihrer – aus Persien stammenden – Eltern entwickelte sie ebenso einen ausgeprägten Sinn für die Künste, ließ Bauwerke errichten, Gärten anlegen und entwarf Stoffmuster, Teppiche und Parfums; daneben griff sie auch in Religionsfragen ein und regelte die Hoffinanzen.

## Biografie

### Kindheit
Der Vater Mehr-un-Nisas war Mirza Ghiyas Beg, der einer angesehenen Familie entstammte, die Mutter war Asmat Begam; beide stammten aus Persien, waren hochgebildet, mussten das Land jedoch – zusammen mit ihren Kindern (zwei Söhne und eine Tochter) – verlassen. Auf der Flucht nach Indien wurde die Karawane, der sie sich anschlossen, überfallen und die Familie verlor ihr gesamtes Vermögen mit Ausnahme zweier Maultiere, auf denen sie weiter ritten. Ihre Mutter gebar Mehr-un-Nisa im Jahr 1577 in einer Karawanserei bei Kandahar. Die Eltern Nur Jahans waren somit (gebildete) persische Flüchtlinge in Indien; ihr Vater diente seit dem Jahr 1577 am Hofe Akbars, stieg schnell in höhere Ämter auf und erhielt den Ehrentitel Itimad-ud-Daula („Stütze des Staates“).

### Erste Ehe
Im Jahr 1594 wurde Mehr-un-Nisa im Alter von 17 Jahren in erster Ehe mit Ali Quli Khan Istajlu, einem persischen Soldaten, verheiratet, der seit 1599 den Titel Sher Afghan trug; beiden wurde im Jahr 1605 eine Tochter geboren – diese blieb ihr einziges Kind. Nach dem Tod Akbars bestieg am 24. Oktober 1605 dessen Sohn Jahangir den Thron. Im Winter 1607 wurde ihre Nichte Arjumand Banu (später Mumtaz Mahal) mit dem 3. Sohn Jahangirs Prinz Khurram (später Shah Jahan) verlobt. Im Jahr 1607 starb ihr erster Mann Sher Afghan unter ungeklärten Umständen bei einem Kriegszug. In diesem Jahr fiel auch ihre Familie in Ungnade, weil sie sich in den Aufstand Prinz Khusraus gegen seinen Vater Jahangir verstrickt hatte. Ihr Bruder Abul Hasan Asaf Khan, der Vater Mumtaz Mahals, war jedoch ein guter Freund Jahangirs und jahrelang sein treuer Berater.

### Zweite Ehe
Am Nouruz-Fest im März 1611 sah der 8 Jahre ältere Mogul-Kaiser Jahangir die 34-jährige Mehr-un-Nisa wahrscheinlich zum ersten Mal und verliebte sich sofort in sie. Die Hochzeit fand kurz darauf am 25. Mai 1611 statt. Nach 19 anderen Ehefrauen war dies die letzte Ehe, die Jahangir einging. Mehr-un-Nisa wurde der Titel Nur Jahan („Licht der Welt“) verliehen. Die Ehe blieb jedoch kinderlos.
Jahangir war Alkoholiker und opiumsüchtig. Nur Jahan wusste dies geschickt auszunutzen – seit ihrer Heirat war sie die eigentliche Macht hinter dem Thron und hatte das Reich fest im Griff. Zusammen mit ihrem Vater, ihrem Bruder und Prinz Khurram lenkte sie sämtliche Regierungsgeschäfte. Es wurden sogar Münzen unter ihrem Namen herausgegeben. Sie hielt Hof, verhandelte mit ausländischen Gesandtschaften, empfing Bittsteller, sprach Recht und viele Dekrete erhielten erst dann Gültigkeit, wenn neben dem Siegel Jahangirs auch das ihre war. Außerdem war sie eine leidenschaftliche Jägerin und beteiligte sich – natürlich hinter Schleiern und in Sänften verborgen – an vielen Jagdveranstaltungen des Hofes.
Mit ihrer Hochzeit begann auch ein großartiger Aufstieg ihrer Familie (Bruder, Onkel, Schwäger etc.) – bis zum Tod Jahangirs (1627) erhielten diese 27 Gouverneurs- und andere hohe Posten und wurden mit enormen Einkünften bedacht. Ein großer persönlicher Erfolg war die Heirat (1621) ihrer Tochter aus erster Ehe Ladli Begum („die geliebt wird“) mit Prinz Shahriyar, dem jüngsten Sohn Jahangirs. Die beiden bekamen am 4. September 1623 eine Tochter. Nur Jahan protegierte von da an Shahriyar als Thronprätendenten gegen Shah Jahan; ihr Bruder Asaf Khan unterstützte hingegen seinen Schwiegersohn Shah Jahan gegen seine eigene Schwester und sorgte dafür, dass diese nach dem Tod Jahangirs am 28. Oktober 1627 unter – finanziell gut versorgten – Hausarrest in Lahore gestellt wurde. Hier widmete sie einen Großteil ihrer Zeit und ihrer Einnahmen dem Bau des Jahangir-Mausoleums, später dann auch dem ihres eigenen Grabmals. Nur Jahan starb im Jahr 1645 im Alter von 68 Jahren.

## Bauten

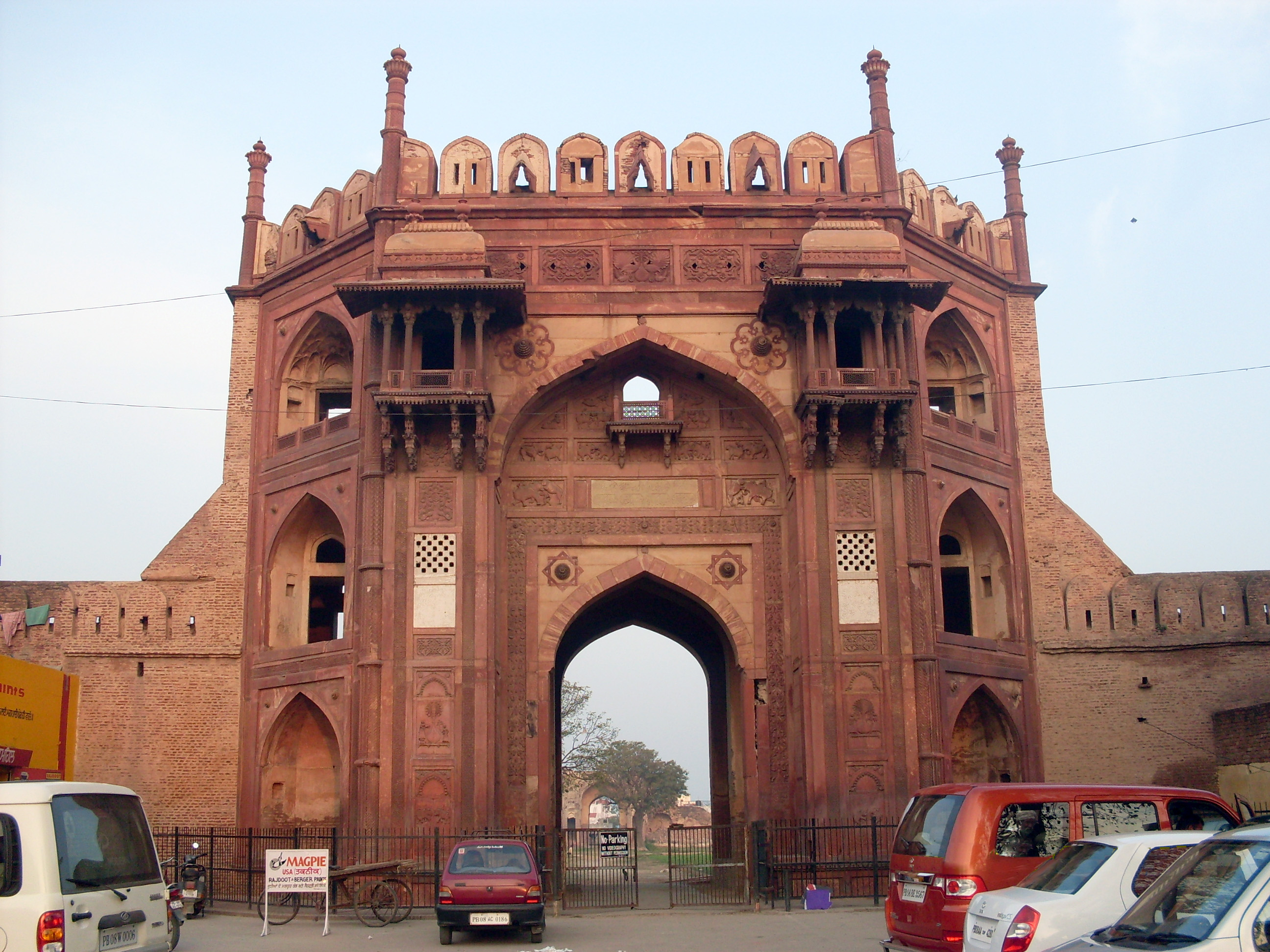
Nurmahal Sarai

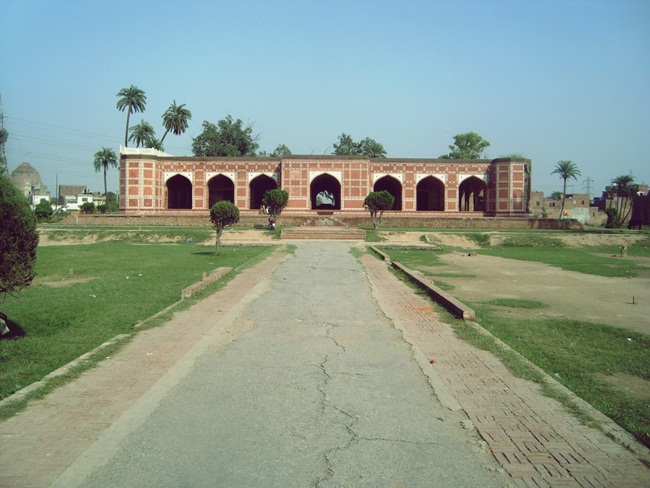
Grabmal Nur Jahans in Shahdara Bagh bei Lahore, Pakistan (um 1645). Der eingeschossige Bau orientiert sich am benachbarten Mausoleum Jahangirs, hat jedoch – abgesehen von einer ehemals umlaufenden Marmorbrüstung – keinerlei Dachaufbauten. Das Dekor der Fassade beschränkt sich auf – durch Bordüren aus weißem Marmor und rotem Sandstein getrennte – rechteckige und quadratische Felder.

Abgesehen von ihren familiären und politischen Aktivitäten war Nur Jahan bei mehreren Bauten der Mogul-Architektur planend und federführend beteiligt: Bereits im Jahr 1618 gab sie den Bau einer – später nach ihr benannten – Karawanserei (Sarai Nurmahal) im nach ihr benannten Ort Nurmahal bei Jalandhar (Punjab) in Auftrag, deren Architektur und Baumaterialien noch stark der Tradition verhaftet sind.
In den Jahren 1622–1628 widmete sie sich der Planung und dem Bau des Grabmals ihrer Eltern in Agra (Itimad-ud-Daula-Mausoleum), später (1627–1637) dann dem ihres zweiten Ehemannes in Lahore (Jahangir-Mausoleum). Beide Mausoleen unterscheiden sich in ihrer kuppellosen Gestalt, der vielfältigen Verwendung von weißem Marmor und den Steineinlegearbeiten deutlich von früheren Bauten dieser Art und lassen auf einen – nunmehr entwickelten – weitgehend unabhängigen und eigenständigen Charakter der Auftraggeberin schließen. In diesem Zusammenhang kann man durchaus die Behauptung aufstellen, dass – ohne die Vorgängerbauten Nur Jahans – das Taj Mahal wohl ohne seine marmorne Außenhaut und ohne rahmende Eckminarette entstanden wäre.
Ihr eigenes – von ihr selbst geplantes und vielleicht noch zu ihren Lebzeiten fertiggestelltes – Grabmal, in dem ihr zur Seite auch ihre Tochter Ladli beigesetzt wurde, liegt in unmittelbarer Nachbarschaft zu dem – doppelt so großen – Mausoleum ihres zweiten Ehemannes bei Lahore (Pakistan). Angeblich waren beide Bauten durch einen unterirdischen Tunnel verbunden. Die beiden restaurierten Fassaden zeigen ein für Bauten der Mogulzeit ungewöhnlich strenges und vollkommen einheitliches Dekor aus quadratischen und rechteckigen Feldern, die durch Bordüren aus weißen Marmorintarsien voneinander abgesetzt sind; florale Motive fehlen gänzlich – lediglich die weißen Bogenzwickel lockern die geometrische Strenge der Fassadengestaltung ein wenig auf. Im Inneren finden sich noch Spuren von Blumenmalereien.
Ob der Bau ursprünglich Dachaufbauten in Form von Pavillons, Chhatris, Türmchen, Zinnen oder Ähnlichem hatte, ist unklar. Bei Plünderungen durch Sikh-Truppen, die – angeblich – im 18. und 19. Jahrhundert allen irgendwie greifbaren weißen Marmor von Lahore in das nur etwa 50 km entfernte Amritsar schafften und dort beim Bau des Goldenen Tempels einsetzten, wurden evtl. vorhandene Dachaufbauten sowie die beiden Marmorkenotaphe zerstört; letztere wurden im 20. Jahrhundert durch zwei neue ersetzt. Nur zwei Fassaden des Bauwerks sind restauriert worden, die beiden anderen befinden sich – wie auch das Innere des Grabmals – in einem recht erbärmlichen Zustand.

## Bedeutung
Mehr noch als ihre Nichte Mumtaz Mahal bzw. deren Tochter Jahanara Begum – oder als ihre entfernte Vorläuferin Roxelane im Osmanenreich – gilt Nur Jahan als seltenes Beispiel dafür, dass unter besonderen Umständen auch in der ansonsten von Männern dominierten islamischen Welt eine Frau führende Positionen bei Hofe und damit verbundene Möglichkeiten zur Mitsprache und Selbstverwirklichung erlangen konnte.
Andererseits war sie – wohl auch deshalb, weil sie nicht die Mutter eines möglichen Thronfolgers war – aktiv und passiv in diverse Hofintrigen verstrickt, was letztlich ihre Entfernung vom Mogul-Hof zur Folge hatte.